# 瑪氏食品
瑪氏食品（英語：Mars, Inc.）是美国的一個世界級的食品加工公司，成立于1911年。在1920年代，玛氏销售的“Milky Way Bar”在美国大受欢迎，从此一举成名。玛氏还是一个家族企業。

## 歷史

1911年至2019年使用的商標

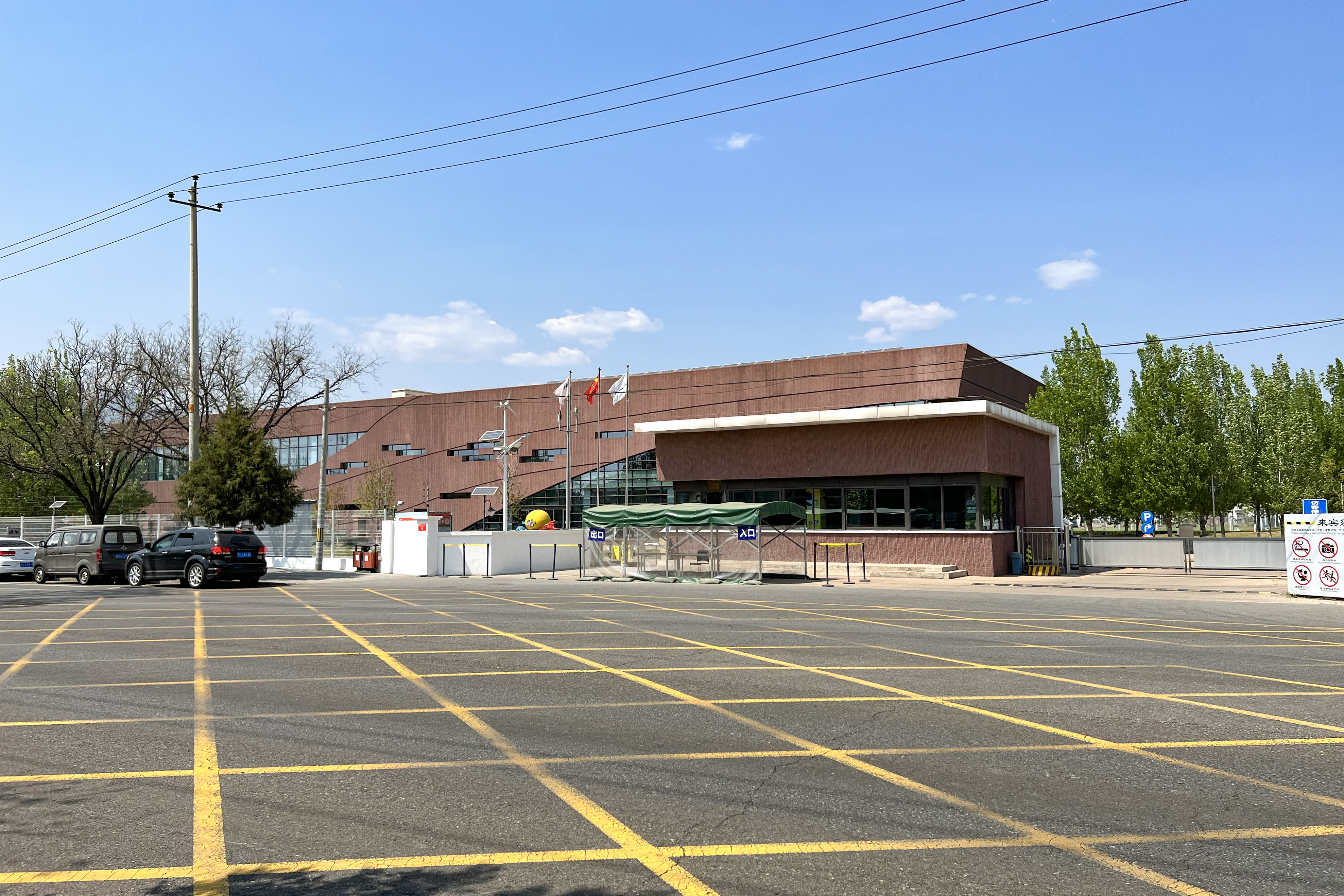
玛氏食品（中国）有限公司

玛氏于1990年代进入大中華區市场，著名產品有M&M's、士力架以及德芙巧克力。玛氏在1994年和2005年分别在中国北京怀柔和浙江嘉兴建设了两座生产厂。
2001年7月10日，瑪氏食品從法國巴黎銀行以8.19億歐元(約7億美金)買下歐洲的寵物食品公司法國皇家。
2008年10月6日，瑪氏食品、伯克希尔·哈撒韦公司、高盛以每股80美元現金，斥資230億美元收购箭牌。其中瑪氏出資110億美元。
2014年4月10日，寶潔以現金29億美元出售旗下寵物食品分支的8成業務予瑪氏食品，後者將收購寶潔的Iams、Eukanuba和Natura等3个寵物食物品牌以及在北美、拉丁美洲以及其他數個市場的業務。
2016年10月6日，瑪氏食品向波克夏·哈薩威回購箭牌剩餘20%股份，將旗下巧克力和箭牌業務部門合併，成立瑪氏箭牌糖果（Mars Wrigley Confectionery）
2017年1月9日，瑪氏食品以每股93美元，斥資77億美元收購美國連鎖動物醫院營運商VCA，包括承擔14億美元負債，此項交易總額高達91億美元。

## 外部連結
- 瑪氏食品 官方網站

- 瑪氏食品，臺灣
- 箭牌 （页面存档备份，存于）
- 瑪氏食品中華區 （页面存档备份，存于）
- 法國皇家寵物食品公司（Royal Canin）